# Narayania
Narayania es un género de foraminífero bentónico de la familia Asterigerinatidae, de la superfamilia Asterigerinoidea, del suborden Rotaliina y del orden Rotaliida. Su especie tipo es Narayania lakshanika. Su rango cronoestratigráfico abarca el Luteciense (Eoceno medio).

## Clasificación
Narayania incluye a la siguiente especie:
- Narayania lakshanika †